# السابق (كتاب)
السابق أو السابق أمثاله وأشعاره هو عملٌ أدبي فلسفي كتبه جبران خليل جبران بالإنجليزية عام 1920، ونقله أنطونيوس بشير إلى العربية في العام نفسه، يتألف من أربعة وعشرين نصًّا نثريًّا منفصلًا، يتنوع بين الحكايات والقصائد النثرية والفقرات الأدبية.